# Melanagromyza candidipennis
Melanagromyza candidipennis este o specie de muște din genul Melanagromyza, familia Agromyzidae, descrisă de Lamb în anul 1912. Conform Catalogue of Life specia Melanagromyza candidipennis nu are subspecii cunoscute.